# 王复羊
王复羊（1935年12月—2008年1月），原名王复祥，男，满族，辽宁大连人，中国漫画家，曾任中国美术家协会理事。